# Sinar Dewa
Sinar Dewa is een bestuurslaag in het regentschap Muara Enim van de provincie Zuid-Sumatra, Indonesië. Sinar Dewa telt 1725 inwoners (volkstelling 2010).